# Poricella spathulata
Poricella spathulata is een mosdiertjessoort uit de familie van de Arachnopusiidae. De wetenschappelijke naam van de soort is, als Hiantopora spathulata, voor het eerst geldig gepubliceerd in 1929 door Ferdinand Canu en Ray Smith Bassler.